# Omobranchus punctatus
Omobranchus punctatus är en fiskart som först beskrevs av Valenciennes, 1836.  Omobranchus punctatus ingår i släktet Omobranchus och familjen Blenniidae. Inga underarter finns listade i Catalogue of Life.